# 김소정 (1978년)
김소정(金昭貞, 1978년 7월 29일 ~ )은 대한민국의 제8대 부산광역시 사하구의원이었다.

## 학력
- 1997.03 ~ 2002.02 부산대학교 고분자공학과 학사 졸업
- 2004.03 ~ 2011.02 이화여자대학교 법학과 학사 졸업

### 비학위 수료
- 2014.03 ~ 2017.02 동아대학교 법학전문대학원 법학과 석사 졸업

## 경력
- 2017년 제6회 변호사시험 합격
- 심재철 국회의원 정책 인턴
- 법무법인 이현 소속변호사
- 2018.07 ~ 2020.01 제8대 부산광역시 사하구의회 의원
- 2018.10 ~ 2019.01 자유한국당 부산시당 부대변인
- 2019.01 ~ 2020.01 자유한국당 부산시당 사하구 갑 당협위원장
- 김소정 변호사 법률사무소 대표변호사
- 2019.05 ~ 2019.11 자유한국당 제2정책기획위원회 위원
- 2019.07 ~ 2020.01 자유한국당 지방자치위원회 위원
- 2019.07 ~ 2020.01 자유한국당 법률자문위원회 위원
- 2019.07 ~ 2020.01 자유한국당 재해대책위원회 부위원장
- 2020.07 ~ 2020.09 미래통합당 부산시당 대변인
- 2020.09 ~ 국민의힘 부산광역시당 대변인
- 2021.03 ~ 2021.04 국민의힘 부산시당 4.7 부산시장 보궐선거 선거대책위원회 대변인
- 2021.04 ~ 2021.05 부산미래혁신위원회 대변인
- 2021.07 ~ 국민건강보험공단 부산사하지사 자문위원
- 2021.09 ~ 부산광역시 제2기 부산시민협치협의회 위원
- 2021.09 ~ 2021.11 제20대 대통령선거 국민의힘 홍준표 예비후보 선거대책위원회 부산선거대책본부 대변인
- 2022.01 ~ 2022.03 제20대 대통령선거 국민의힘 윤석열 후보 부산광역시 선거대책위원회 대변인
- 2022.03 ~ 부산광역시국제교류재단 인사위원회 위원
- 2022.07 ~ 영화의전당 감사
- 2022.09 ~ 부산광역시지체장애인협회 법률자문위원

## 역대 선거 결과
| 실시년도 | 선거      | 대수 | 직책   | 선거구                  | 정당       | 득표수  | 득표율          | 순위 | 당락 | 비고           |
| -------- | --------- | ---- | ------ | ----------------------- | ---------- | ------- | --------------- | ---- | ---- | -------------- |
| 2018년   | 지방 선거 | 8대  | 구의원 | 부산 사하구 (가 선거구) | 자유한국당 | 7,284표 | \| \| 23.12% \| | 2위  |      | 초선, 민선 7기 |
|          | 23.12%    |      |        |                         |            |         |                 |      |      |                |